# Sigma Software
Sigma Software — це міжнародна IT-компанія, що спеціалізується на розробці, тестуванні та підтримці програмного забезпечення. Заснована у 2002 році, компанія має офіси у 20 країнах, налічує понад 2000 співробітників. Окрім сервісного, розвиває також і продуктовий бізнес, реалізує освітні ініціативи та управляє інвестиційним і благодійним фондами.
У 2018 році увійшла до 100 найкращих сервісних ІТ компаній світу за версією International Association of Outsourcing Professionals (IAOP).

## Історія
У 2002 році Валерій Красовський, Володимир Бек, Дмитро Вартанян та Володимир Чирва заснували в Харкові компанію під назвою Eclipse Software Programming (Eclipse SP). У 2006 році вона приєдналася до шведської групи компаній Sigma Group, що працює у сфері ІТ консалтингу. У 2014 році відкрила перший офіс у США та Польщі і змінила назву на Sigma Software.
На початку 2021 року Sigma Software придбала IdeaSoft зі 120 розробниками на борту. А IdeaSoft, своєю чергою, купила PULS Software, що спеціалізується на розробці програмного забезпечення та ігор, і після угоди отримала назву Eventyr.
У 2022 році компанія відкрила представництва у Бургасі (Болгарія), Кашкайші та Лісабоні (Португалія), Празі (Чехія), а також у Кракові, Познані (Польща), і розширила мережу офісів у Латинській Америці. Крім того, компанія відкрила нові приміщення та розширила вже наявні у Варшаві. У Німеччині компанія орендує коворкінги у різних містах. Також нові офісні простори відкрилися в Україні: у Чернівцях, Тернополі, Івано-Франківську, Мукачеві.

## Послуги
Sigma Software надає послуги з ІТ консалтингу, комплексної розробки програмного забезпечення, сервісну підтримку продуктів, а також розробляє та продає власні рішення ПЗ. Основні напрями діяльності включають розробку IoT і вбудованих систем, AR/VR рішень, штучного інтелекту, автоматизованого тестування та кібербезпеки. Компанія також пропонує сервіси для стартапів, займається дизайном UX/UI і створенням інноваційних програмних продуктів.
Серед клієнтів Sigma Software: стартапи, виробники програмних продуктів, а також компанії такі як Scania, Verizon Media, авіакомпанія SAS та Formpipe.

## Корпоративна діяльність
Член Комітету з питань ІТ Європейської асоціації бізнесу, де бере участь у лобістській діяльності, спрямованій на створення сприятливих умов для розвитку ІТ-індустрії в Україні.
Компанія є членом програми TEMPUS, яка має на меті посилити співпрацю між навчальними закладами, науково-дослідними інститутами та бізнесом в Україні.
У 2011—2019 роках компанія організовувала конференції NETwork.
Починаючи з 2017 року чотири рази на рік Sigma Software організовує технічну конференцію Open Tech Week в різних українських містах, де знаходяться корпоративні офіси. Усі зібрані кошти з події компанія передає в локальні благодійні фонди.
Sigma Software University заснований у 2016 році як навчальна платформа для безперервної освіти фахівців в ІТ. Університет співпрацює з понад 40 навчальними закладами в Україні та за кордоном, допомагаючи створювати нові освітні програми, проводити інтернатури та надавати освітні можливості для військовослужбовців. Платформа приєдналася до проєктів Мінцифри та запустила безплатні курси для тих, хто втратив роботу через війну. Також платформа співпрацює з військовослужбовцями у галузі military-tech та надає їм безкоштовну можливість підвищення кваліфікації в ІТ-сфері за допомогою освітніх програм та курсів.
Sigma Software, разом з IdeaSoft та UA Tech Club, є співзасновниками UA Tech Network — неформального об'єднання компаній задля сприяння розвитку бізнесу, зокрема малого й середнього, і створення нових сервісних напрямів та продуктів. Резиденти UA Tech Network можуть отримувати підтримку через мережу зв'язків та експертизу у різних бізнес-доменах.
Компанія є спонсором стипендії Українського католицького університету

## Соціально-відповідальні проєкти
Sigma Software реалізує проєкти корпоративної соціальної відповідальності, зокрема Inspirium, який демонструє досягнення українських інженерів, United by Victories — серію муралів, присвячених єдності українського народу, Femmegineering — освітні заходи, менторські програми та зустрічі, спрямовані на підтримку та розвиток жінок в інженерії та ІТ.
Компанія популяризує здоровий спосіб життя, облаштувавши спортивними залами і масажними кабінетами офіси, а також фінансує спортивні змагання, в яких беруть участь співробітники, зокрема марафони та велокоманда Sigma Software Unicorns.
У Sigma Software є власний благодійний фонд Sigma Software Unity Fund для підтримки соціальних ініціатив. 24 лютого 2022 року фонд запрацював у нових напрямках — допомоги населенню та військовим.
У 2022 році Sigma Software запустила проєкт Star for Life Україна, що є частиною глобального проєкту Star for Life, започаткованого у 2005 році шведським підприємцем і філантропом Даном Олофссоном. Українська філія фонду має на меті навчити школярів комп'ютерної грамотності та основ програмування, за необхідності надати їм психологічну допомогу та мотивувати їх на навчання та особистий розвиток.

## Діяльність зі стартапами
У 2018—2019 році компанія Sigma Software інвестувала в декілька власних продуктів, серед яких: компанія-розробник продуктів з кібербезпеки Clean.io, яка стала стартапом року в Балтиморі і залучила 5 мільйонів доларів США інвестицій. Також серед стартапів компанії є гра Black Snow з доповненою реальністю. Гра має українську локалізацію та доступна в українському App Store.
У 2019 році створила Sigma Software Labs — екосистему для українських стартапів, де вони можуть отримати підтримку великої консалтингової компанії і скористатися всіма перевагами широкої бази контактів — серійних підприємців, партнерів, венчурних фондів. Sigma Software Labs має приблизно 20 інвестицій у продуктові компанії як замовників, так і сторонній бізнес.
У 2014 році почала проводити щорічний конкурс стартапів конкурс стартапів «IT_Eureka», який пізніше перейменували в UNICORN, конкурс для стартапів з України та ЄС. Конкурс структурований таким чином, щоб провести стартапи через різні етапи, та має інтенсивну двотижневу програму для підтримки динамічної взаємодії. За час існування конкурсу 2200+ стартаперів взяли участь у змаганні, а також мали нагоду отримати консультації та знання від провідних спеціалістів галузі
У 2024 році Sigma Software Labs виступила співорганізатором українського фіналу Startup World Cup, однієї з найпрестижніших міжнародних стартап-подій. Захід об'єднав понад 200 учасників, а переможець отримав можливість представити Україну у світовому фіналі в Кремнієвій долині та поборотися за $1 млн інвестицій. Ініціатива спрямована на підтримку розвитку стартап-екосистеми України.
Defence Builder Accelerator — програма, розроблена за участі лідерів tech-екосистеми, включаючи Genesis, інвесткрило Sigma Software Labs, та Київську школу економіки (KSE). Мета програми — швидка доставка технологічних рішень на фронт. Під кураторством Міноборони зараз Україна пришвидшує розробку технологічних інновацій для поля бою. Defence Builder Accelerator допомагає defence tech командам зі сторони військової експертизи, інвестицій, бізнесу та стартап-ком'юніті.
У грудні 2021 року був запущений венчурний фонд SID Venture Partners. Серед компаній-засновників — Sigma Software, Datrics, IdeaSoft, Near Protocol. Зараз фонд нараховує 13 партнерів. SID Venture Partners анонсував понад 20 портфельних стартапів.

## Сертифікації
Компанія сертифікована за міжнародними стандартами ISO та є Microsoft Gold Partner з 2007 року.

## Нагороди та відзнаки
- Найкращий роботодавець 2023 року за версією DOU[70]
- Womentech Global Award 2023[71]
- Глобальний чемпіон 2023 за версією Emerging Europe[72]
- Partnership for Sustainability Award від Глобальний договір ООН в Україні[73]
- HR Brand Awards Ukraine 2023[74], 2024[75]
- 2016 та 2017 рр. — занесені до числа 100 кращих аутсорсингових компаній згідно з річним рейтингом International Association of Outsourcing Professionals[53][56]
- TOP 10 Embedded Software Outsourcing Companies for Automotive[76].
- Automotive Software — Global Market Outlook[77].
- ТОП-100 кращих провайдерів ІТ-послуг світу[78].
- The 2020 Global Outsourcing 100[79]
- ТОП рейтинг ІТ-роботодавців України [800…1500 спеціалістів][80]
- ТОП-50 найбільших ІТ-компаній України[81]
- Рейтинг репутації ІТ компаній в Україні[82]
- ТОП 100 ІТ компаній України[83]
- Emerging Europe tech companies among world's top outsourcers[84]
- ТОП 500 провідних B2B компаній в Польщі та Україні[85]
- ТОП 50+ кастомних ІТ компаній у 2020 році[86]
- Переможець EGR B2B Award у категорії постачальників IT[87]